# Cuallarga
Cuallarga es el nombre de una variedad cultivar de manzano (Malus domestica) Esta manzana está cultivada en la colección de la Estación Experimental Aula Dei (Zaragoza) con n.º de accesión "3467". Así mismo está cultivada en la colección de germoplasma de peral y manzano en la "Finca de Gimenells de la Estación Experimental de Lérida - IRTA". Esta manzana es originaria de la Comunidad autónoma de Cataluña, oriunda de la comarca de La Garrocha Olot, Gerona, variedad antigua muy cultivada antes de la década de 1960.

## Sinónimos
- "Poma Cuallarga",[3]
- "Manzana Cuallarga".[7]

## Historia
'Cuallarga' es una variedad de manzana de Cataluña, cuyo cultivo conoció cierta expansión en el pasado, pero que a causa de su constante regresión en el cultivo comercial no conservaban apenas importancia y prácticamente habían desaparecido de las nuevas plantaciones en 1971. Así hay variedades tales como 'Camuesa de Llobregat' y 'Manyaga' que constituían en 1960 el 70% de la producción de manzana en la provincia de Barcelona y se encontraba la primera en otras nueve provincias y la segunda en seis y 'Normanda' que estaba muy difundida hasta 1960 entre los viveristas de Aragón (representaba el 25% de la cosecha en la cuenca del Jiloca). En 1971 Puerta-Romero y Veirat sólo encontraron 184 ha de “Manyaga” (el 31% con más de 20 años), 81 ha de “Camuesa de Llobregat” (el 36% con más de 20 años) y ya no citan al cultivar “Normanda”.
'Cuallarga' está considerada incluida en las variedades locales autóctonas muy antiguas, cuyo cultivo se centraba en comarcas muy definidas. Se caracterizaban por su buena adaptación a sus ecosistemas y podrían tener interés genético en virtud de su adaptación. Se encontraban diseminadas por todas las regiones fruteras españolas, aunque eran especialmente frecuentes en la España húmeda. Estas se podían clasificar en dos subgrupos: de mesa y de sidra (aunque algunas tenían aptitud mixta).
'Cuallarga' es una variedad clasificada como de mesa; difundido su cultivo en el pasado por los viveros comerciales y cuyo cultivo en la actualidad se ha reducido a huertos familiares y jardines privados.
'Cuallarga' es una variedad de manzana de Cataluña, está catalogada con el número de accesión M094 en el Banco de germoplasma de peral y manzano de la Universidad de Lérida, que se encuentra integrado en la Red de Colecciones del Programa de Conservación y Utilización de los Recursos Fitogenéticos para la Alimentación y la Agricultura, del Plan Nacional de I+D+I.
'Cuallarga' está considerada con otras muchas de las entradas que se han incorporado al Banco de germoplasma en la "Finca de Gimenells de la Estación Experimental de Lérida - IRTA", provienen de ejemplares únicos, en algunos casos, actualmente desaparecidos, lo que ha permitido paliar la erosión genética que se está dando en estas especies frutales. 'Cuallarga' es una variedad que se cultiva para su conservación genética, para posibles usos y mejoras en cruces con otras variedades, para incrementar cualidades o intercambiarlas.
En uno de los extremos del bosque de hayas Hayedo de Jordá, se encuentra la masía de "Can Jordà", que le da nombre, y que hoy es un "Centro de Conservación de Plantas Cultivadas". Su objetivo es el cultivo de salvaguarda de especies de frutales próximas a la extinción y variedades de plantas que han entrado en regresión, como algunas variedades de alforfón. La variedad de manzana 'Cuallarga' es una de las variedades que se mantienen cultivadas, y en 2002 facilitaron los especímenes cultivados actualmente en la Finca de Gimenells.

## Características
El manzano de la variedad 'Cuallarga' tiene un vigor débil de tipo ramificado, con porte horizontal; ramos con pubescencia media, de un grosor delgado, con longitud de entrenudos medios, número de lenticelas pequeño, relación longitud/grosor de los entrenudos grande, tipo de ramos fructíferos predominantes sin predominio; época de inicio de floración muy tardía, yema fructífera de forma ovoide, flor no abierta presenta color del botón floral rosa pálido, flor de tamaño medio, pétalos con posición relativa de los bordes tangentes, inflorescencia con número medio de flores medio, de forma medianamente cupuliforme, sépalos de color predominante verde, sépalos de longitud media, pétalos de longitud corta, y anchura corta, siendo la relación longitud/anchura de los pétalos más largos que anchos, estilos con longitud en relación con los estambres de la misma longitud, estilos con punto de soldadura lejos de la base.
Las hojas tienen un porte horizontal en relación con el ramo, limbo de longitud medio y de anchura medio, con una relación longitud/anchura media, forma del borde ondulada, peciolo con longitud medio, forma del limbo elíptico, aspecto de la superficie del haz medianamente brillante, pubescencia del envés media, plegamiento de la superficie ondulada, tamaño de la punta grande, forma de la base redondeada, estípulas con una forma filiformes, y ángulo del peciolo respecto al ramo grande.
La variedad de manzana 'Cuallarga' tiene un fruto de tamaño y peso pequeño o medio; forma oblonga cónica, relación longitud/anchura media, posición de la anchura máxima en el medio, en los lados el marcado es medio, coronamiento por encima del cáliz ausente; piel con estado ceroso débil, pruina de la epidermis fuerte; con color de fondo amarillo, importancia del sobre color muy fuerte, siendo el color del sobre color púrpura, siendo su intensidad mediano, reparto del color en la superficie chapa/rayas, acusando unas lenticelas medianas, y una sensibilidad al "russeting" (pardeamiento áspero superficial que presentan algunas variedades) en las caras laterales ausente o muy débil;
pedúnculo con una longitud muy largo, y un grosor delgado, anchura de la cavidad peduncular media, profundidad de la cavidad pedúncular media, y con importancia del "russeting" en cavidad peduncular débil; coronamiento por encima del cáliz ausente, anchura de la cav. calicina media, profundidad de la cav. calicina poco profunda, importancia de los lados de la cavidad calicina fuerte, y con importancia del "russeting" en cavidad calicina ausente o muy débil; ojo medio, cerrado; sépalos de longitud media, parcialmente extendidos.
Carne de color crema, con oscurecimiento de la carne al corte fuerte; textura dura; sabor con acidez fuerte, dulzor débil, no muy agradable; corazón con distinción de la línea muy fuerte; eje abierto; lóculos carpelares cerrados; semillas grandes, medianamente anchas, de color marrón oscuro.
La manzana 'Cuallarga' tiene una época de maduración y recolección de fruto tardía, en otoño. Época de caída de hoja muy temprana, en otoño. Se usa como manzana de mesa fresca.

## Calidad de fruto y prueba de cata
- Peso del fruto: Medio
- Calibre del fruto: Medio
- Longitud del fruto: Pequeña
- Índice de almidón: Medio
- Dureza medida de la carne: Media
- Índice refractométrico (IR): Alto
- Acidez titulable: Alta
- Jugosidad de la carne: Seco
- Textura de la carne: Media
- Dureza sensorial de la carne: Dura
- Dulzor: Débil
- Acidez: Media
- Intensidad del sabor de la carne: Media
- Sabor: Malo
- Valoración global del fruto: Malo[3]

## Características Agronómicas
- Afinidad del injerto (compatibilidad): Media
- Facilidad de formación y poda: Baja
- Tipo de fructificación: Tipo III
- Precocidad varietal: Muy precoz
- Vecería: Alta
- Productividad: Alta
- Necesidad de aclareo: Alta
- Escalonamiento de la maduración del fruto: Medio
- Sensibilidad a la caída en maduración: sin datos
- Aptitud para la conservación del fruto en árbol: sin datos
- Aptitud para la conservación del fruto en almacén o cámara: sin datos
- Sensibilidad al moteado: sin datos
- Sensibilidad al oídio: sin datos
- Sensibilidad a pulgón lanígero: sin datos[3]